# Ушастые фазаны
Ушастые фазаны (лат. Crossoptilon) — род семейства фазановых (Phasianidae), состоящий из четырёх видов, распространённых главным образом в Китае.

## Описание
Ушастые фазаны — относительно крупные представители семейства с вытянутым телом. Их ноги короткие и сильные, вооружены шпорами. Хвост, состоящий из 20—24 перьев, весьма мягок и внешне напоминают щётку. Оперение тела преимущественно одноцветное. К необычным особенностям по сравнению с другими фазановыми относится отсутствие полового диморфизма. У двух видов имеются своеобразные уши из перьев. Ареалы отдельных видов почти не пересекаются.

## Виды
К ушастым фазанам относят следующие четыре вида:
- Crossoptilon harmani
- Белый ушастый фазан (Crossoptilon crossoptilon)
- Маньчжурский, или бурый, ушастый фазан (Crossoptilon mantchuricum)
- Голубой ушастый фазан (Crossoptilon auritum)